# Unicodeblock Modifizierende Tonzeichen
Der Unicodeblock Modifizierende Tonzeichen (engl. Modifier Tone Letters, U+A700 bis U+A71F) enthält modifizierende Zeichen, die die Tonhöhe bzw. den Tonverlauf in sogenannten Tonsprachen kennzeichnen.  Weitere Tonzeichen – beispielsweise MODIFIER LETTER EXTRA-HIGH TONE BAR (IPA 519) – befinden sich im Unicodeblock Spacing Modifier Letters.

## Tabelle
Alle Zeichen haben die bidirektionale Klasse „Anderes neutrales Zeichen“.
| Unicodenummer  | Zeichen (400 %) | Kategorie                 | Offizielle Bezeichnung                               | Beschreibung                                                                   |
| -------------- | --------------- | ------------------------- | ---------------------------------------------------- | ------------------------------------------------------------------------------ |
| U+A700 (42752) | ꜀               | modifizierendes Symbol    | MODIFIER LETTER CHINESE TONE YIN PING                | Modifizierender chinesischer Ton Yin Ping                                      |
| U+A701 (42753) | ꜁               | modifizierendes Symbol    | MODIFIER LETTER CHINESE TONE YANG PING               | Modifizierender chinesischer Ton Yang Ping                                     |
| U+A702 (42754) | ꜂               | modifizierendes Symbol    | MODIFIER LETTER CHINESE TONE YIN SHANG               | Modifizierender chinesischer Ton Yin Shang                                     |
| U+A703 (42755) | ꜃               | modifizierendes Symbol    | MODIFIER LETTER CHINESE TONE YANG SHANG              | Modifizierender chinesischer Ton Yang Shang                                    |
| U+A704 (42756) | ꜄               | modifizierendes Symbol    | MODIFIER LETTER CHINESE TONE YIN QU                  | Modifizierender chinesischer Ton Yin Qu                                        |
| U+A705 (42757) | ꜅               | modifizierendes Symbol    | MODIFIER LETTER CHINESE TONE YANG QU                 | Modifizierender chinesischer Ton Yang Qu                                       |
| U+A706 (42758) | ꜆               | modifizierendes Symbol    | MODIFIER LETTER CHINESE TONE YIN RU                  | Modifizierender chinesischer Ton Yin Ru                                        |
| U+A707 (42759) | ꜇               | modifizierendes Symbol    | MODIFIER LETTER CHINESE TONE YANG RU                 | Modifizierender chinesischer Ton Yang Ru                                       |
| U+A708 (42760) | ꜈               | modifizierendes Symbol    | MODIFIER LETTER EXTRA-HIGH DOTTED TONE BAR           | Modifizierender Strich mit besonders hohem Tonpunkt                            |
| U+A709 (42761) | ꜉               | modifizierendes Symbol    | MODIFIER LETTER HIGH DOTTED TONE BAR                 | Modifizierender Strich mit hohem Tonpunkt                                      |
| U+A70A (42762) | ꜊               | modifizierendes Symbol    | MODIFIER LETTER MID DOTTED TONE BAR                  | Modifizierender Strich mit mittlerem Tonpunkt                                  |
| U+A70B (42763) | ꜋               | modifizierendes Symbol    | MODIFIER LETTER LOW DOTTED TONE BAR                  | Modifizierender Strich mit tiefem Tonpunkt                                     |
| U+A70C (42764) | ꜌               | modifizierendes Symbol    | MODIFIER LETTER EXTRA-LOW DOTTED TONE BAR            | Modifizierender Strich mit besonders tiefem Tonpunkt                           |
| U+A70D (42765) | ꜍               | modifizierendes Symbol    | MODIFIER LETTER EXTRA-HIGH DOTTED LEFT-STEM TONE BAR | Modifizierender linksseitiger Strich mit besonders hohem Tonpunkt              |
| U+A70E (42766) | ꜎               | modifizierendes Symbol    | MODIFIER LETTER HIGH DOTTED LEFT-STEM TONE BAR       | Modifizierender linksseitiger Strich mit hohem Tonpunkt                        |
| U+A70F (42767) | ꜏               | modifizierendes Symbol    | MODIFIER LETTER MID DOTTED LEFT-STEM TONE BAR        | Modifizierender linksseitiger Strich mit mittlerem Tonpunkt                    |
| U+A710 (42768) | ꜐               | modifizierendes Symbol    | MODIFIER LETTER LOW DOTTED LEFT-STEM TONE BAR        | Modifizierender linksseitiger Strich mit tiefem Tonpunkt                       |
| U+A711 (42769) | ꜑               | modifizierendes Symbol    | MODIFIER LETTER EXTRA-LOW DOTTED LEFT-STEM TONE BAR  | Modifizierender linksseitiger Strich mit besonders tiefem Tonpunkt             |
| U+A712 (42770) | ꜒               | modifizierendes Symbol    | MODIFIER LETTER EXTRA-HIGH LEFT-STEM TONE BAR        | Modifizierender linksseitiger Strich mit besonders hohem Tonstrich             |
| U+A713 (42771) | ꜓               | modifizierendes Symbol    | MODIFIER LETTER HIGH LEFT-STEM TONE BAR              | Modifizierender linksseitiger Strich mit hohem Tonstrich                       |
| U+A714 (42772) | ꜔               | modifizierendes Symbol    | MODIFIER LETTER MID LEFT-STEM TONE BAR               | Modifizierender linksseitiger Strich mit mittlerem Tonstrich                   |
| U+A715 (42773) | ꜕               | modifizierendes Symbol    | MODIFIER LETTER LOW LEFT-STEM TONE BAR               | Modifizierender linksseitiger Strich mit tiefem Tonstrich                      |
| U+A716 (42774) | ꜖               | modifizierendes Symbol    | MODIFIER LETTER EXTRA-LOW LEFT-STEM TONE BAR         | Modifizierender linksseitiger Strich mit besonders tiefem Tonstrich            |
| U+A717 (42775) | ꜗ               | modifizierender Buchstabe | MODIFIER LETTER DOT VERTICAL BAR                     | Modifizierender Punkt mit vertikalem Strich (Chinantec)                        |
| U+A718 (42776) | ꜘ               | modifizierender Buchstabe | MODIFIER LETTER DOT SLASH                            | Modifizierender Punkt mit Schrägstrich (Chinantec)                             |
| U+A719 (42777) | ꜙ               | modifizierender Buchstabe | MODIFIER LETTER DOT HORIZONTAL BAR                   | Modifizierender Punkt mit waagerechtem Strich (Chinantec)                      |
| U+A71A (42778) | ꜚ               | modifizierender Buchstabe | MODIFIER LETTER LOWER RIGHT CORNER ANGLE             | Modifizierender Winkel in Form eines nach links gekippten großen L (Chinantec) |
| U+A71B (42779) | ꜛ               | modifizierender Buchstabe | MODIFIER LETTER RAISED UP ARROW                      | Modifizierender hoher Pfeil nach oben                                          |
| U+A71C (42780) | ꜜ               | modifizierender Buchstabe | MODIFIER LETTER RAISED DOWN ARROW                    | Modifizierender hoher Pfeil nach unten                                         |
| U+A71D (42781) | ꜝ               | modifizierender Buchstabe | MODIFIER LETTER RAISED EXCLAMATION MARK              | Modifizierendes hohes Ausrufezeichen                                           |
| U+A71E (42782) | ꜞ               | modifizierender Buchstabe | MODIFIER LETTER RAISED INVERTED EXCLAMATION MARK     | Modifizierendes hohes auf dem Kopf stehendes Ausrufezeichen                    |
| U+A71F (42783) | ꜟ               | modifizierender Buchstabe | MODIFIER LETTER LOW INVERTED EXCLAMATION MARK        | Modifizierendes tiefes auf dem Kopf stehendes Ausrufezeichen                   |